# Kaplica szpitalna Najświętszego Serca Pana Jezusa w Świętochłowicach
Kaplica Szpitalna pw. Najświętszego Serca Pana Jezusa w Świętochłowicach – kaplica filialna należąca do parafii pw. Najświętszego Serca Pana Jezusa, znajdująca się w budynku Szpitala Powiatowego w Świętochłowicach. Kaplica znajduje się w rejestrze zabytków nr A/245/09 z 25 maja 2009 r.

## Powstanie kaplicy
Szpital w Piaśnikach, a obecnie Szpital Powiatowy w Świętochłowicach, został zaprojektowany i wzniesiony w latach 1903–1906. W części wschodniej tego budynku zbudowano kaplicę, której wystrój w większości zachował się do obecnych czasów. Główne wejście z zewnątrz do kaplicy umieszczono na elewacji południowej – od dziedzińca szpitalnego (pierwotnie istniało również wejście dla chorych wewnątrz szpitala). Budynek jest murowany z cegły, detal architektoniczny wykonano z kształtek ceramicznych. Aktualnie nie jest znany projektant zespołu szpitala i kaplicy.

## Wystrój kaplicy
Kaplica ma wnętrze salowe o smukłych proporcjach. Część nawową od części zakrystyjnej oddziela ściana z łukiem tęczowym, w którą wbudowany jest ołtarz i 2 symetryczne wejścia do zakrystii. W części wejściowej znajduje się niewielki chór muzyczny. Drewniana więźba dwuspadowego dachu nawy i dachu nad zakrystią jest częściowo otwarta do wnętrza, częściowo przykryta deskowaniem. Wnętrze doświetla 6 okien umieszczonych na ścianie wschodniej, 2 na elewacji południowej i 3 w zakrystii – od północy.
Z pierwotnego wyposażenia kaplicy zachowały się m.in.: ołtarz wykonany z cegły, kształtek ceramicznych i drewna z figurą Najświętszego Serca Pana Jezusa, połączony z belką tęczową z rzeźbami (krucyfiks, św. Jan Ewangelista, Matka Boska, św. Jadwiga, św. Karol Boromeusz), 14 stacji Drogi Krzyżowej (oleodruki w drewnianych ramach opracowanych snycersko), Obrazy: Matka Boska Bolesna, Chrystus, św. Tomasz, rzeźba drewniana Matka Boża Immaculata, rzeźby gipsowe: św. Tereska od Dzieciątka Jezus, św. Antoni, św. Józef, św. Wincenty a Paulo, ławki, dzwonek zakrystyjny, lampa wisząca, kredens zakrystyjny, fisharmonia. Nie zachowała się część wystroju ołtarza, gdzie brakuje 2 rzeźb po bokach figury Najświętszego Serca Pana Jezusa i dekoracji snycerskiej w formie baldachimów nad rzeźbami.